# Truyền dữ liệu
Truyền dữ liệu hay truyền dữ liệu số hay truyền thông số là sự chuyển giao dữ liệu (một bit stream dữ liệu số hoặc một tín hiệu analog đã được số hóa) qua một kênh truyền point-to-point (đơn điểm đến đơn điểm) hoặc point-to-multipoint (đơn điểm đến đa điểm). Ví dụ của các kênh đó là dây đồng, sợi quang học, các kênh truyền không dây, media lưu trữ và bus máy tính. Dữ liệu được đại diện như một tín hiệu điện từ, điện thế, sóng vô tuyến, vi sóng, hoặc tín hiệu hồng ngoại.
Truyền tương tự hoặc tương tự là phương thức truyền tải thông tin thoại, dữ liệu, hình ảnh, tín hiệu hoặc video bằng tín hiệu liên tục thay đổi theo biên độ, pha hoặc một số thuộc tính khác tương ứng với biến số. Các thông điệp được biểu diễn bằng một chuỗi các xung bằng phương tiện của một dòng mã (baseband truyền), hoặc bởi một tập hợp giới hạn các dạng sóng khác nhau liên tục (passband truyền), sử dụng phương pháp điều chế kỹ thuật số. Điều chế passband và giải điều chế tương ứng (còn được gọi là phát hiện) được thực hiện bởi thiết bị modem. Theo định nghĩa phổ biến nhất của tín hiệu số, cả tín hiệu băng tần và băng thông đại diện cho luồng bit được coi là truyền số, trong khi định nghĩa thay thế chỉ xem xét tín hiệu cơ sở là kỹ thuật số và truyền dữ liệu số dưới dạng chuyển đổi số sang tương tự.
Dữ liệu được truyền có thể là tin nhắn kỹ thuật số có nguồn gốc từ nguồn dữ liệu, ví dụ như máy tính hoặc bàn phím. Nó cũng có thể là tín hiệu tương tự như cuộc gọi điện thoại hoặc tín hiệu video, số hóa d thành luồng bit, ví dụ, sử dụng điều chế mã xung (PCM) hoặc cao hơn nguồn coding (analog-to-digital conversion và data compression). Mã hóa và giải mã nguồn này được thực hiện bởi thiết bị codec.